# Tiếu ngạo giang hồ (phim truyền hình Đài Loan 2000)
Tiếu ngạo giang hồ (chữ Hán: 笑傲江湖) là bộ phim truyền hình do Đài Loan sản xuất năm 2000, được chuyển thể từ tác phẩm cùng tên của nhà văn Kim Dung.

## Nội dung
Tiếu ngạo giang hồ là câu chuyện xoay quanh cuộc chiến giữa các phe phái trong võ lâm Trung Nguyên để giành được bí kíp võ công Tịch tà kiếm phổ huyền diệu của nhà họ Lâm. Nhân vật chính của Tiếu ngạo giang hồ là chàng trai lãng tử Lệnh Hồ Xung - đại đệ tử phái Hoa Sơn, một trong Ngũ Nhạc kiếm phái của võ lâm Trung Nguyên.
Lệnh Hồ Xung là một chàng trai nghĩa hiệp có tính cách lanh lợi, tư chất thông minh khác thường. Nhưng khi bị người yêu Nhạc Linh San phụ bạc, đồng môn hiểu lầm và bị trục xuất khỏi sư môn, Lệnh Hồ Xung đã lang thang, phiêu bạt khắp nơi và trải qua rất nhiều sóng gió.
Trên bước đường phiêu bạt đó, Lệnh Hồ Xung đã may mắn được nhiều cao thủ võ lâm truyền thụ võ công và trở thành một trong những đệ nhất võ lâm ở Trung Nguyên. Với tấm lòng nhân ái, luôn biết hy sinh vì người khác, cuối cùng hạnh phúc cũng đến với Lệnh Hồ Xung. Anh đã lọt vào mắt xanh của Thánh cô Nguyệt Thần giáo Nhậm Doanh Doanh.
Cô sẵn sàng từ bỏ danh lợi, chấp nhận hy sinh cả tính mạng để xả thân cứu người mình yêu. Hai con người với tình yêu sâu nặng đã cùng nhau phiêu bạt khắp thế gian để hợp tấu khúc Tiếu ngạo giang hồ do hai bậc tiền nhân là Khúc Dương và Lưu Chính Phong truyền lại.
Tiếu ngạo giang hồ là bài ca ca ngợi tình yêu cao đẹp, đức hy sinh và khao khát một cuộc sống không màng danh lợi, tiền bạc và quyền lực. Nét đặc sắc của bộ phim chính là tư tưởng chế nhạo sự giả dối trên giang hồ. Những kẻ luôn dùng thủ đoạn xấu xa để được là đệ nhất thiên hạ không bao giờ đạt được mục đích.

## Diễn viên
| Diễn viên        | Vai diễn            | Giới thiệu |
| Nhậm Hiền Tề     | Lệnh Hồ Xung        | Là một đứa trẻ mồ côi lang thang, được vợ chồng Nhạc Bất Quần và Ninh Trung Tắc đem về nuôi nấng dạy dỗ và trở thành đại đệ tử phái Hoa Sơn. Tính tình ngay thẳng, thích cờ bạc, rượu chè. Tình cờ được Phong Thanh Dương dạy cho bí kiếp Độc cô cửu kiếm, đánh đâu thắng đó, nhưng ông lại không cho y tiết lộ chiêu kiếm, nên bị nhiều người hiểu lầm y đã ăn cắp Tịch tà kiếm phổ của nhà họ Lâm. Sau khi bị tiểu sư muội Nhạc Linh San phản bội, y gặp và yêu Nhậm Doanh Doanh |
| Viên Vịnh Nghi   | Nhậm Doanh Doanh    | Con gái duy nhất của Nhậm Ngã Hành, được người trong Nhật Nguyệt thần giáo kính trọng gọi là Thánh cô, sau này trở thành vợ của Lệnh Hồ Xung, cả hai đã cùng hòa tấu khúc Tiếu ngạo giang hồ |
| Trần Đức Dung    | Nhạc Linh San       | Con gái duy nhất của Nhạc Bất Quần, chưởng môn nhân phái Hoa Sơn và Ninh Trung Tắc. Sau khi gặp Lâm Bình Chi, Nhạc Linh San đã phản bội lại đại sư ca mà cô đã yêu nhiều năm qua |
| Lưu Tuyết Hoa    | Đông Phương Bất Bại | Một nhân vật đồng tính do luyện môn Quỳ Hoa bảo điển, giáo chủ của Nhật Nguyệt thần giáo |
| Khương Đại Vệ    | Khúc Dương          | Trưởng lão trong Nhật Nguyệt thần giáo, sau này nhận Nhậm Doanh Doanh làm con nuôi |
| Từ Thiếu Cường   | Hướng Vấn Thiên     | Quang Minh tả sứ của Nhật Nguyệt thần giáo, giúp Nhậm Ngã Hành thoát khỏi lao ngục, giành lại ngôi vị Giáo chủ ở Nhật Nguyệt thần giáo |
| Tôn Hưng         | Điền Bá Quang       | Có biệt danh là Vạn lý Độc hành, là một tên dâm tặc Hái hoa chuyên cưỡng hiếp phụ nữ. Trong một lần có ý định cưỡng hiếp ni cô Nghi Lâm đã bị Lệnh Hồ Xung ngăn cản, sau này, y kết bạn với Lệnh Hồ Xung |
| Thái Xán Đắc     | Nghi Lâm            | Là một ni cô tu hành, đệ tử của Định Dật sư thái của phái Hằng Sơn. Sau khi được Lệnh Hồ Xung cứu giúp thoát khỏi tay tên dâm tặc Điền Bá Quang, cô đã nảy sinh lòng trần, thương thầm y |
| Nhạc Diệu Lợi    | Nhạc Bất Quần       | Chưởng môn nhân phái Hoa Sơn, được mệnh danh là Quân tử kiếm nhưng thực chất lại là một kẻ ngụy quân tử, nhiều mưu mô. Y đã chiếm đoạt Tịch tà kiếm phổ của nhà họ Lâm, sau đó giá họa cho Lệnh Hồ Xung |
| Lưu Lợi Lợi      | Ninh Trung Tắc      | Sư muội của Nhạc Bất Quần, sau này cùng nhau kết phu phụ |
| Tống Đạt Dân     | Lâm Bình Chi        | Con trai duy nhất của Lâm Chấn Nam, tổng tiêu đầu của Phước Oai tiêu cục. Sau biến cố gia đình, y được Nhạc Bất Quần nhận làm đệ tử, sau đó gặp và yêu sư tỷ Nhạc Linh San |
| Khuất Trung Hằng | Lục Đại Hữu         | Đệ tử thứ sáu của Nhạc Bất Quần, y từng đem bí kíp Tử Hà thần công cho Lệnh Hồ Xung luyện và sau đó bị Lao Đức Nặc chiếm đoạt và sát hại, khiến Lệnh Hồ Xung bị oan, tiểu sư muội xa lánh. |
| Trương Phục Kiện | Lưu Chính Phong     | Sư đệ của chưởng môn nhân phái Hành Sơn Mạc Đại tiên sinh, là một cao thủ kiếm thuật đồng thời là một nghệ sĩ thổi tiêu. Ông kết bạn với Khúc Dương, trưởng lão Nhật Nguyệt thần giáo vì cùng niềm đam mê âm nhạc, cả hai cùng sáng tác khúc Tiếu ngạo giang hồ |
| Cố Quán Trung    | Tả Lãnh Thiền       | Là Minh chủ của liên minh Ngũ Nhạc kiếm phái của năm phái võ trên các dãy núi của Ngũ Nhạc, chưởng môn nhân phái Tung Sơn, tâm tà bất chính, có ý định sáp nhập Ngũ Nhạc phái thành một phái Tung Sơn |
| Lý Lập Quần      | Nhậm Ngã Hành       | Cha của Nhậm Doanh Doanh và là người sáng lập Nhật nguyệt thần giáo |
| Mã Chi Tần       | Định Dật sư thái    | Chưởng môn nhân phái Hằng Sơn, là một người cực kỳ nóng tính |
| Thường Nhữ Ngôn  | Định Nhàn sư thái   | Sư tỷ của Định Dật sư thái, tính tình ôn hòa |
| Lý Chí Hy        | Dương Liên Đình     | Người yêu của Đông Phương Bất Bại. Đông Phương Bất Bại đã giao toàn bộ quyền hành giáo phái cho y, và nghe lời y tàn sát đồng môn khiến cho giáo phái bị chia rẽ. |
| Thiết Mạnh Thu   | Lục Trúc Ông        | Giáo chúng của Nhật Nguyệt thần giáo, theo hầu Thánh cô Nhậm Doanh Doanh |
| Trương Lập Uy    | Đào Hoa Tiên        | Anh em nhà họ Đào, một trong hai kẻ khiến Lệnh Hồ Xung bị đảo lộn kinh mạch |
| Khổng Khánh Sơn  | Đào Diệp Tiên       | Anh em nhà họ Đào, một trong hai kẻ khiến Lệnh Hồ Xung bị đảo lộn kinh mạch |
| Trần Bảo Quốc    | Lâm Chấn Nam        | Cha của Lâm Bình Chi, tổng tiêu đầu Phước Oai tiêu cục |
| Phan Hồng        | Dư Thương Hải       | Kẻ thù giết cha mẹ Lâm Bình Chi, có ý chiếm đoạt Tịch tà kiếm phổ |
| Trần Sa Sa       | Lam Phượng Hoàng    | Cô gái dân tộc Miêu ở tỉnh Quý Châu, đứng đầu Ngũ độc giáo, cô đã kết nghĩa huynh muội với Lệnh Hồ Xung |
| Đỗ Bằng          | Lao Đức Nặc         | Đệ tử thứ hai của Nhạc Bất Quần, tính tình gian trá, xảo quyệt. Y đã sát hại lục sư đệ của mình, ăn cắp Tử Hà bí kíp giá họa cho Lệnh Hồ Xung |
| Lưu Thường Sinh  | Phương Chấn đại sư  | Chưởng môn phái Thiếu Lâm, trụ trì Thiếu Lâm tự |
| Triệu Văn Lượng  | Hoàng Chung Công    | Một trong Giang Nam tứ hữu |
| Hầu Quân         | Hắc Bạch Tử         | Một trong Giang Nam tứ hữu |
| Hạ Cường         | Mộc Cao Phong       | Có biệt danh Tái Bắc Minh đà, tâm địa bất lương, có ý chiếm đoạt Tịch tà kiếm phổ |
| Viên Hồng Khải   | Thượng Quan Vân     | |
| La Chính Ngôn    | Vương Nguyên Bá     | |
| Triệu Khải       | Vương Gia Tuấn      | |
| Phó Hồng Tân     | Tổ Thiên Thu        | |

## Nhạc phim
- Ca khúc chủ đề phim: Tử Bất Liễu (Không chết được)
Trình bày: Nhậm Hiền Tề
Lời: Lưu Tư Danh
Nhạc: Lưu Chí Hoành
- Ca khúc cuối phim: 
  - 26 tập đầu: Thiên Nhai (Chân trời)
Trình bày: Nhậm Hiền Tề
Lời: Trần Một
Nhạc: Nakajima Miyuki
  - 26 tập cuối: Tiểu Tuyết
Trình bày: Nhậm Hiền Tề
Lời và Nhạc Trần Thăng
- Khúc Tiếu ngạo giang hồ: 
Thương Hải Nhất Thanh Tiếu (Tiếng cười của biển)
Lời và Nhạc: Huỳnh Triêm